# Vicariato apostólico de Micronesia
El vicariato apostólico de Micronesia (en latín: Vicariatus Apostolicus Micronesiae) fue una circunscripción eclesiástica de la Iglesia católica en Oceanía. Se trataba de un vicariato apostólico latino, inmediatamente sujeto a la Santa Sede. Fue suprimido el 28 de julio de 1897.

## Territorio y organización
El vicariato apostólico extendía su jurisdicción sobre los fieles católicos de rito latino residentes en las islas Carolinas, las Marshall, las Gilbert y Ellice.

## Historia
El vicariato apostólico de Micronesia fue erigido el 19 de julio de 1844 mediante el breve Ex debito del papa Gregorio XVI, derivando su territorio de la división del vicariato apostólico de Oceanía Occidental, que dio origen también al vicariato apostólico de Melanesia.
Aunque el vicariato apostólico permaneció siempre vacante, la atención pastoral fue ejercida primeramente por los vicarios de Melanesia, como lo estableció el breve de Gregorio XVI, y posteriormente por los vicarios apostólicos de Oceanía Central (hoy diócesis de Tonga).
En 1886 cedió porciones de su territorio para la erección de las misiones sui iuris de Carolinas Occidentales y Carolinas Orientales (hoy unidas en la diócesis de las Islas Carolinas).
El 10 de mayo de 1889 el vicariato apostólico fue confiado al cuidado pastoral del vicariato apostólico de Nueva Bretaña (hoy arquidiócesis de Rabaul).
El 27 y el 28 de julio de 1897 cedió porciones de su territorio para la erección por el papa León XIII, respectivamente, de la prefectura apostólica de las Islas Salomón Británicas (hoy arquidiócesis de Honiara) y el vicariato apostólico de las Islas Gilbert (hoy diócesis de Tarawa y Nauru, mediante el breve Ad supremum).